# Маяк на краю света
«Маяк на краю света» (фр. Le Phare du bout du monde) — роман французского писателя Жюля Верна из цикла «Необыкновенные путешествия». Описывает приключения на Острове Штатов (принадлежит Аргентине), входящем в состав архипелага Огненная Земля.

## Публикация
В основе романа лежит оригинальная рукопись Жюля Верна. Текст романа, однако, был изменён сыном автора Мишелем Верном и издателем Жюлем Этцелем-младшим, хотя на протяжении всего XX века книга считалась оригинальной.
За месяц до своей смерти — в феврале 1905 года — Жюль Верн послал рукопись романа на публикацию, но владелец прав на книгу (а Жюль Верн уже умер) сын Мишель Верн воспрепятствовал этому. Это привело к крупному спору.
«Маяк на краю света» вышел в 41-м томе «Необыкновенных путешествий» вместе с романом «Вторжение моря» 15 ноября 1905 года. Роман был опубликован на русском языке издательствами И. Д. Сытина (1906) и П. П. Сойкина (1907). «Маяк на краю света» издавался с иллюстрациями Жоржа Ру.

## Сюжет
Правительство Аргентины построило на необитаемом острове в Огнеземельском архипелаге маяк, чтобы обезопасить навигацию в Магеллановом проливе. Военный корабль «Санта-Фе» под командованием командира Лафайета доставляет туда трех сторожей —  Васкеца, Фелипе и Морица, — которые должны оставаться там несколько месяцев, пока судно вновь не придёт со сменой. Однажды они увидели лань и занялись охотой, однако вскоре обнаружили дичь мёртвой, причем оказалось, что животное убито пулей, и стреляли со стороны, противоположной местонахождению Васкеца, Фелипе и Морица. Стало ясно, что на острове есть кто-то ещё кроме них. 
Соседями оказались пираты — шайка Конгра и Караканта. Они пришли на этот остров и очень долго жили в пещере, собирая остатки потерпевших крушение кораблей и прибирая к рукам груз судов и имущество моряков и пассажиров. Теперь «джентльмены удачи» решили захватить судно и уплыть в Тихий океан, понимая, что перед военным кораблём они бессильны. После отплытия «Санта-Фе» они завладевают потерпевшей крушение шхуной «Мол», затем переименовывая её в «Каракант». Отчаливают, проплывают мимо маяка. Двое сторожей выходят к кораблю, но пираты убивают Фелипе топором и стреляют в Морица. Васкец со своего поста слышал выстрелы и увидел это. Он взял два револьвера, немного провизии и бежал. Сторож нашёл грот бандитов, где они хранили пищу и награбленную добычу, поэтому не испытывал голода. Пираты не отплывали. Васкецу было сложно скрыться, хотя у него было оружие. Однажды он подслушал разговор негодяев и узнал их историю. 
Проходит очень много времени. На закате Васкец видит крупный корабль. Позже его замечают и пираты. Бывший сторож пытается привлечь к себе внимание, но это ему не удаётся. Судно терпит крушение, однако Васкецу удаётся спасти единственного выжившего старшего офицера — Джона Дэвиса. Васкец узнал от него, что корабль назывался «Столетие» и шёл из Сан-Франциско. Теперь два друга стараются задержать пиратов на острове до прибытия «Санта-Фе». Когда пираты попытались бежать с острова на шхуне, Васкец и Дэвис выстрелили в борт корабля из найденной на острове каронады, потом Васкец нанёс шхуне небольшое повреждение взрывом. Вооружённое противостояние между пиратами и двумя друзьями закончилось с прибытием сторожевого судна. Двоих пиратов Васкец убил, а остальные скрылись в центральной части острова. Поскольку события происходили ночью, Дэвис и сторож включили маяк, чтобы «Санта-Фе» вошёл в бухту. Пять пиратов были найдены мёртвыми, семеро сдались, Конгр покончил с собой во время ареста.

### Герои
- Васкец — один из сторожей маяка.
- Фелипе — второй сторож маяка
- Мориц — третий сторож маяка
- Конгр — атаман шайки бандитов, главный отрицательный персонаж романа.
- Каракант — помощник Конгра.
- Джон Дэйвис — единственный спасшийся при кораблекрушении корабля «Столетие», друг Васкеца.
- Лафайет — капитан «Санта-Фе».

## Экранизация
- 1971 — Маяк на краю света (англ. The Light at the Edge of the World), фильм выходил также под названием «Опасный свет на краю земли» (в частности, на DVD[1])  США,  Испания,  Швейцария,  Лихтенштейн[2].

### Различия между книгой и фильмом
Имена некоторых персонажей фильма отличаются от используемых в романе. Также сюжет был существенно изменён. В частности, в книге Васкец, в отличие от картины, не попадал в плен к пиратам. Также в фильме был добавлен новый персонаж — девушка, спасшаяся при крушении «Столетия» (в кино корабль получил иное название). Ход событий в концовке фильма также во многом иной: Джон Дэвис расстрелял корабль бандитов из пушек, а после этого сразился один на один с главарём пиратов Джонатаном Конгре. Другие сюжетные повороты также претерпели значительные коррективы. Фильм отличается определённой жестокостью. Ещё в сюжет была добавлена погибшая обезьянка Марио.